# Nadolnik (powiat kościański)
Nadolnik – wieś w Polsce położona w województwie wielkopolskim, w powiecie kościańskim, w gminie Śmigiel. Miejscowość wchodzi w skład sołectwa Czacz.
Na południe od Nadolnika przepływa Samica. Miejscowość leży przy drodze wojewódzkiej nr 312.
W latach 1975–1998 Nadolnik należał administracyjnie do województwa leszczyńskiego.